# Parc national de Dovre
Le parc national de Dovre est un parc national dans le comté d'Innlandet en Norvège créé en 2003. D'une superficie de 289 kilomètres carrés, son altitude varie de la limite des arbres à environ 1 000 mètres jusqu’à son point culminant à Fokstuhøe à 1 716 mètres. La région se compose de plateaux et de sommets arrondis et altérés,. Le parc est situé entre les deux parcs plus grands et anciens de Rondane au Sud-Ouest et celui de Dovrefjell-Sunndalsfjella au Nord. Son ouverture faisait partie de l’expansion plus large des parcs dans la région et son but était de protéger la zone entre les deux parcs. Comme Dovrefjell-Sunndalsfjella et Rondane, le parc national de Dovre accueille des rennes sauvages d’origine béringienne. Une partie de la raison de l’existence de ces trois parcs adjacents est de fournir une grande zone d’habitat contiguë à la population indigène de ces rennes sauvages,.

## Nom
Le parc porte le nom de la commune de Dovre. Il est courant d’utiliser le nom Dovre également pour la grande région montagneuse de Dovrefjell qui est également connue sous le nom de région de Dovre. Depuis les temps les plus anciens, Dovrefjell a été la région frontalière entre le nord et le sud de la Norvège, et la route au-dessus de la montagne était bien connue
.

## Galerie

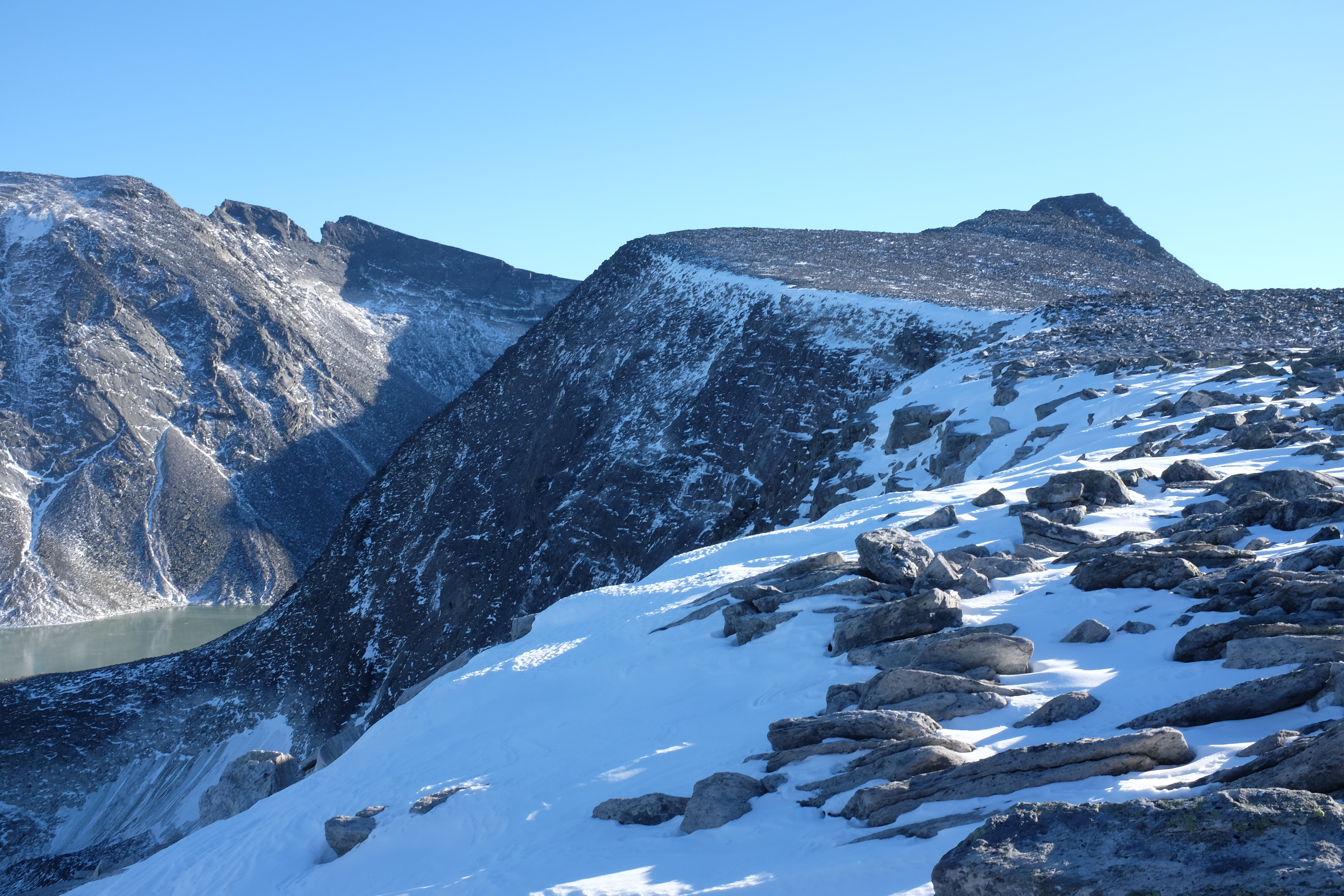
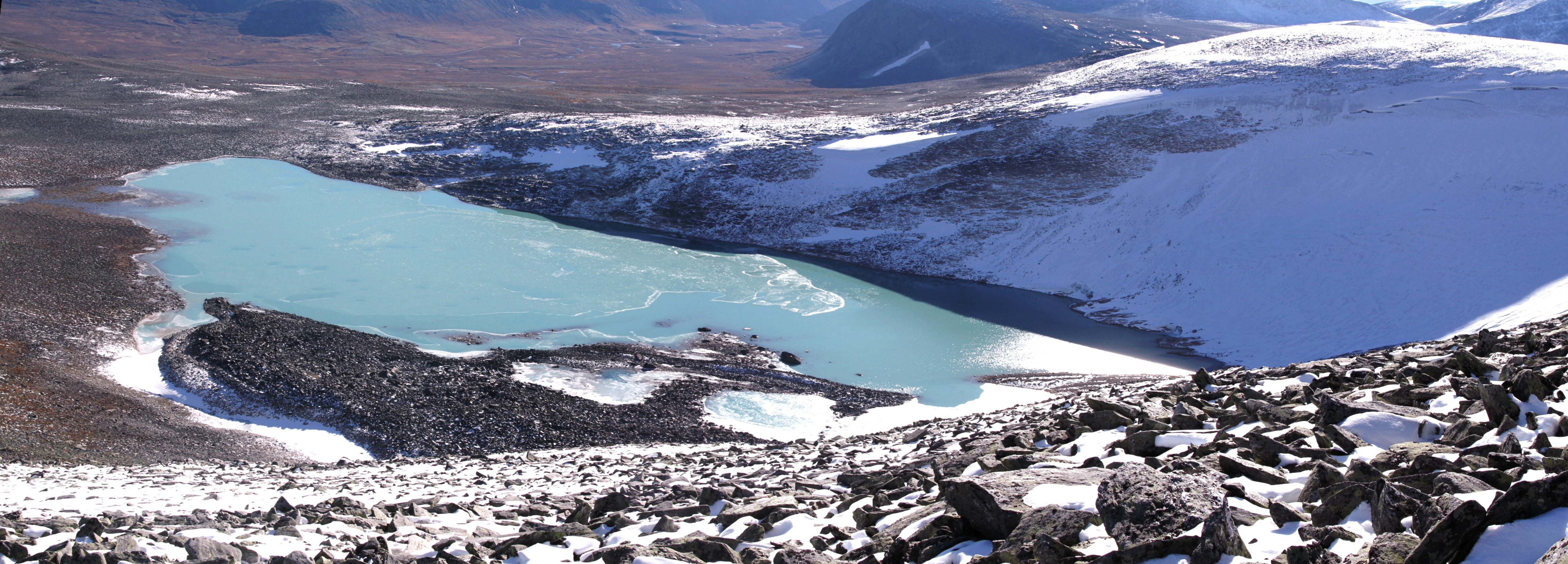
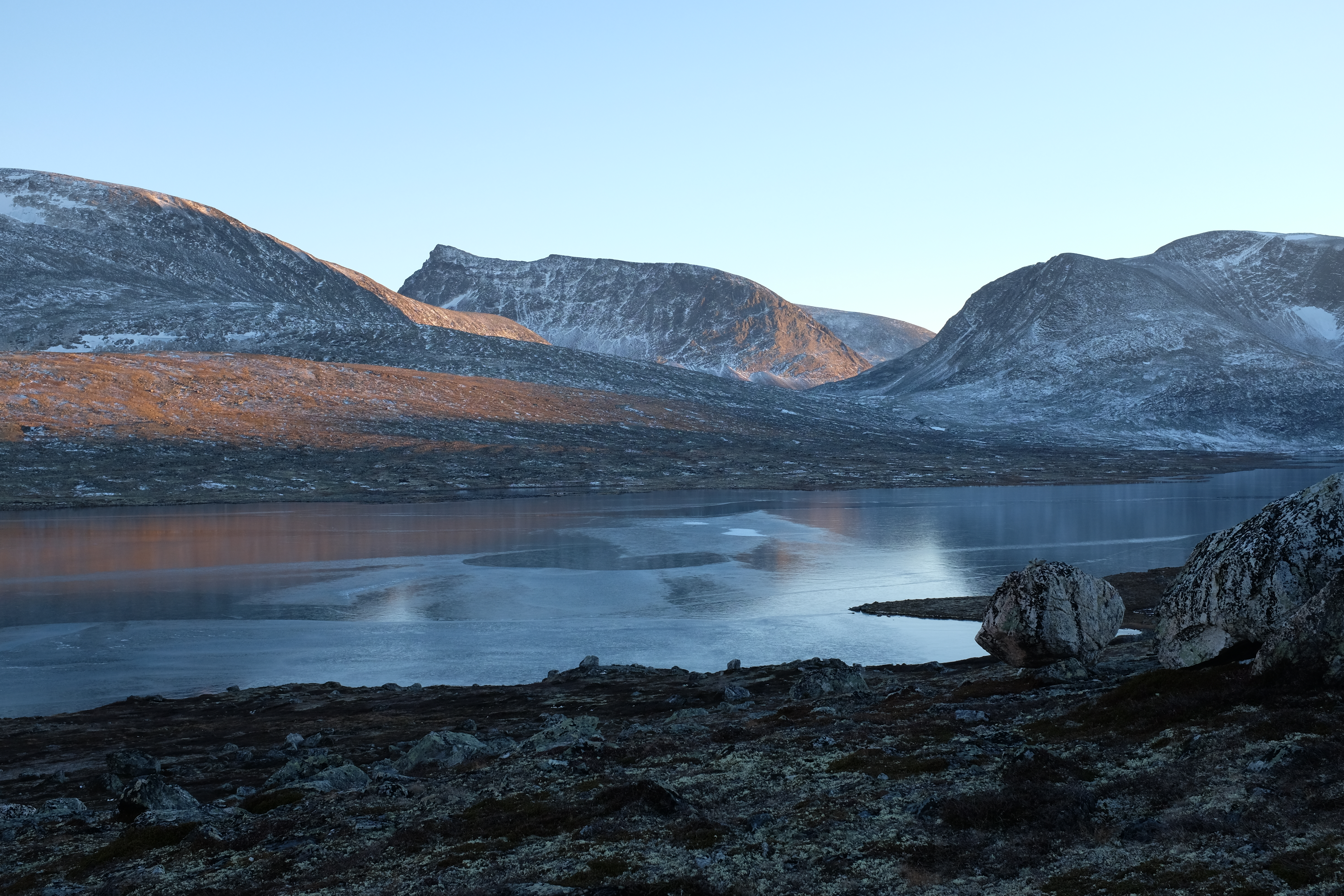
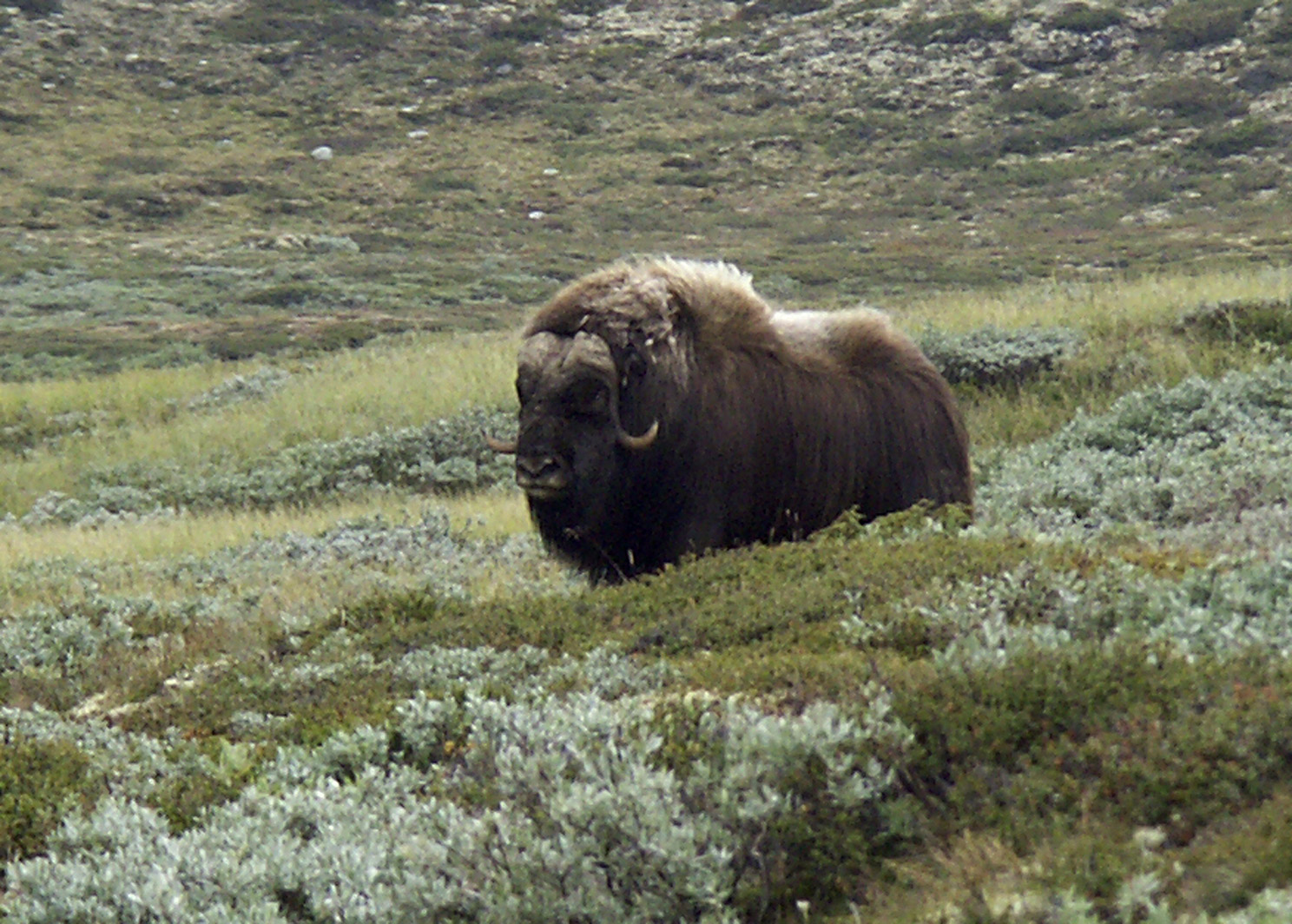
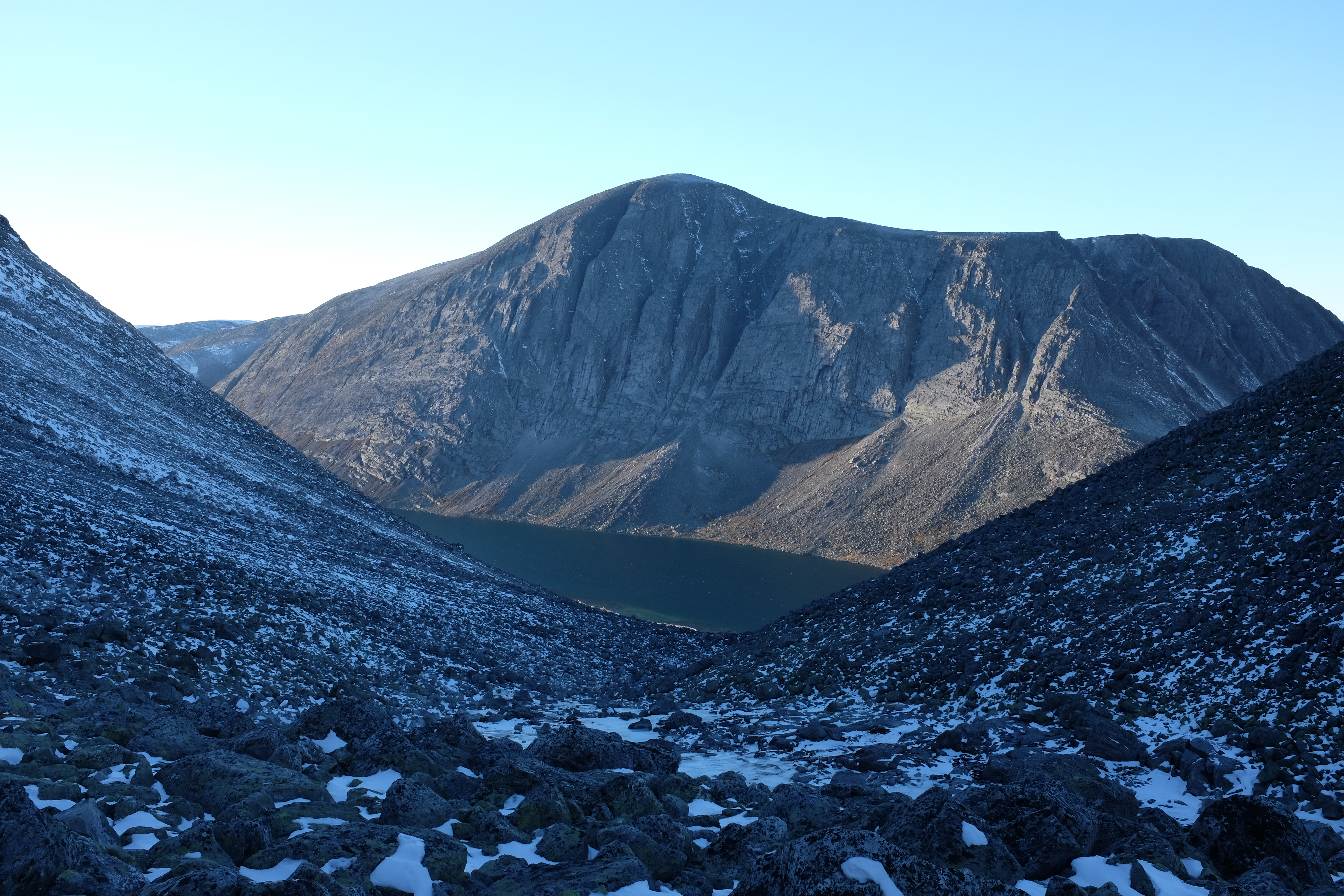